# Andrea Heim
Andrea Heim (obecnie Markus, ur. 11 lutego 1961 w Bergen auf Rügen) – niemiecka siatkarka, medalistka igrzysk olimpijskich, złota medalistka mistrzostw Europy.

## Życiorys
Heim była w składzie reprezentacji Niemiec Wschodnich podczas igrzysk olimpijskich 1980 w Moskwie. Zagrała wówczas w jednym z trzech meczów fazy grupowej oraz w przegranym finale ze Związkiem Radzieckim. Zdobyła złoty medal przed własną publicznością podczas mistrzostw Europy 1983.